# Dolichiscus ferrazi
Dolichiscus ferrazi là một loài chân đều trong họ Austrarcturellidae. Loài này được Pirez & Sumida miêu tả khoa học năm 1997.